# تشينغ يي
تشينغ يي هو ممثل ومغني صيني ولد 17 مايو 1990، ظهر تشينغ لأول مرة على التلفزيون في مسلسل( Beauty World ) وتخرج من الأكاديمية المركزية للدراما في عام 2012.   في عام 2016 ظهر في المسلسل التلفزيوني الصيني ( Noble Aspirations) الذي ساعده على اكتساب شعبية متزايدة في الصين. 

## فيلموغرافيا
| عام  | الأسم باللغة العربية  | الأسم بالصينية          | دور          | ملاحظات   |
| ---- | --------------------- | ----------------------- | ------------ | --------- |
| 2012 | الحب المطارد          | 詭 愛                   | سو يانغ      | [ 5 ]     |
| 2012 | بعد فوات الأوان لأحبك | 原谅 我 ， 来不及 爱 你 | ليو شياوتشنغ | [ 6 ]     |
| 2013 | أحب الانجراف          | 爱 · 漂移               | شياو يي      | فيلم قصير |
| 2014 | داخل البنات           | 女生宿舍                | جاو مونان    | [ 8 ]     |
| 2014 | يو منغ تشى يوان       | 月 梦 奇缘              | يو زان       | فيلم قصير |
| 2015 | غير ممكن              | 不可 思 异              | تيان يي      | [ 10 ]    |
| 2018 | الإنقاذ الكبير        | 营救 汪 星 人           | إرلانج شين   | [ 11 ]    |

### مسلسلات تلفزيونية
| عام        | الأسم باللغة الصينية                 | دور             | ملاحظات |
| ---------- | ------------------------------------ | --------------- | ------- |
| 2011       | 美人 天下                            | فنغ شياوباو     |         |
| 2014       | 懂 小姐                              | صديق دونغ شياوي | [ 12 ]  |
| 2016       | 青云 志                              | لين جينغيو      |         |
| 2019       | 盗墓 笔记 Ⅱ: 怒海 潜 沙 & 秦岭 神 树 | تشانغ تشيلينغ   | [ 13 ]  |
| 2020       | 琉璃                                 | يو سيفنغ        | [ 14 ]  |
| يُعلن لاحقًا | 爱 在 风起云涌 时                    | لي شيجون        | [ 15 ]  |
| يُعلن لاحقًا | 江山 纪                              | زهو دي (شاب)    | [ 16 ]  |
| يُعلن لاحقًا | 长 安诺                              | شياو تشينجكسو   | [ 17 ]  |
| يُعلن لاحقًا | 迷局 破 之 深潜                      | وين يمينغ       | [ 18 ]  |
| يُعلن لاحقًا | 梦醒 长安                            | لي يان          | [ 19 ]  |

## جوائز و ترشيحات
| عام  | جائزة                        | الفئة               | عمل معين | نتيجة | المرجع. |
| ---- | ---------------------------- | ------------------- | -------- | ----- | ------- |
| 2016 | حفل توزيع جوائز دونوز السابع | جائزة الوافد الجديد | —        | فوز   | [ 20 ]  |